# Jorge Hugo Giraldo
Jorge Hugo Giraldo
```
Jorge Hugo Giraldo
 (Medellín, 5 de septiembre de 1979) es un 
gimnasta
 
colombiano
.
[
1
]
 En 2010 fue campeón de los Juegos Suramericanos y representante de los deportistas en realizar el juramento del atleta en la 
ceremonia de apertura
 en 
Medellín 2010
.
[
2
]
 Posteriormente en el mismo año, Giraldo se convirtió en campeón para Centroamérica y el Caribe en 
Mayagüez 2010
.
[
3
]
```

## Trayectoria
La trayectoria deportiva de Jorge Hugo Giraldo López se identifica por su participación en los siguientes eventos nacionales e internacionales:

### Juegos Suramericanos
Fue el decimotercer deportista con el mayor número de medallas de la selección de  Colombia en los Juegos Suramericanos de 2010.

#### Juegos Suramericanos de Medellín 2010
Fue el trigésimo deportista con el mayor número de medallas entre todos los participantes del evento, con un total de 4 medallas:
- , Medalla de oro: Barras Paralelas Hombres
- , Medalla de oro: Gimnasia Artística Caballo Hombres
- , Medalla de oro: Gimnasia Artística All-Around Individual Hombres
- , Medalla de plata: Gimnasia Artística Equipo Hombres

Además fue el representante de los deportistas de la novena edición de los Juegos Suramericanos en leer el juramento de los atletas en la ceremonia de apertura el 19 de marzo de 2010 en el estadio Atanasio Girardot.

### Juegos Centroamericanos y del Caribe
Fue el cuarto deportista con el mayor número de medallas de la selección de Colombia  en los juegos de Mayagüez 2010.

#### Juegos Centroamericanos y del Caribe de Mayagüez 2010
Fue el décimo cuarto deportista con el mayor número de medallas entre todos los participantes del evento, con un total de 5 medallas:
- , Medalla de oro: Anillas
- , Medalla de oro: Barra Fija
- , Medalla de oro: Paralelas
- , Medalla de oro: Individual
- , Medalla de bronce: Equipos